# 龍志毅
龍 志毅（りゅう しき、1929年 - 2021年12月31日）は、中華人民共和国の作家・政治家。雲南省永善県出身。元中国人民政治協商会議貴州省委員会主席、中国共産党貴州省委員会副書記。中国共産党第13回全国代表大会、中国共産党第14回全国代表大会、中国共産党第15回全国代表大会の代表。第8回全国政治協商会議委員会、第9回全国政治協商会議委員会の委員、第10回全国人民代表大会代表大会の代表。

## 経歴
1929年、雲南省永善県団結郷で生まれる。雲南大学を卒業。1947年から作品を発表し、1991年に中国作家協会に加入した。
1987年、中国共産党貴州省委員会副書記兼組織部部長を務め、当時の省委員会書記は胡錦濤だった。1993年、中国人民政治協商会議貴州省委員会主席に就任。
2021年12月31日、貴州省貴陽市で病気のため死去した。92歳。

## 家族
- 妻：葉慎真[2]
- 子：龍隆[2]
- 孫：龍遊遊[2]

## 作品

### 長編小説
- (中国語) 『省城軼事』. 貴州省貴陽市: 貴州人民出版社. (1993-09-01). ISBN 9787221031945
- (中国語) 『政界』. 天津市: 百花文芸出版社. (1999-01-01). ISBN 9787530628515
- (中国語) 『王国末日』. 天津市: 百花文芸出版社. (2003-01-01). ISBN 9787530636619
- (中国語) 『歳歳年年』. 北京市: 作家出版社. (2005-10-01). ISBN 9787506309899

### 中短編小説集
- (中国語) 『場長的私生活』. 貴州省貴陽市: 貴州人民出版社. (1989-04-01). ISBN 9787221009890
- 『龍志毅小説集』

### 散文集
- (中国語) 『龍志毅散文選』. 貴州省貴陽市: 貴州人民出版社. (1998-01-01). ISBN 9787221045614